# Kajakarstwo na Letnich Igrzyskach Olimpijskich 1980
Wyniki zawodów w kajakarstwie na Letnich Igrzyskach Olimpijskich 1980.

## Kajakarstwo

### Mężczyźni
| Konkurencja: | Złoto:                                                  | Srebro:                                          | Brąz:                                                       |
| C-1 500 m    | Siergiej Postriechin                                    | Lubomir Lubenow                                  | Olaf Heukrodt                                               |
| C-1 1000 m   | Lubomir Lubenow                                         | Siergiej Postriechin                             | Eckhard Leue                                                |
| C-2 500 m    | László Foltán István Vaskuti                            | Ivan Patzaichin Petre Capusta                    | Borisław Ananiew Nikołaj Iłkow                              |
| C-2 1000 m   | Ivan Patzaichin Toma Simionov                           | Olaf Heukrodt Uwe Madeja                         | Wasyl Jurczenko Jurij Łobanow                               |
| K-1 500 m    | Władimir Parfenowicz                                    | John Sumegi (AUS)                                | Vasile Dîba                                                 |
| K-1 1000 m   | Rüdiger Helm                                            | Alain Lebas (FRA)                                | Ion Bîrlădeanu                                              |
| K-2 500 m    | Władimir Parfenowicz Siergiej Czuchraj                  | Herminio Menéndez Guillermo del Riego (ESP)      | Rüdiger Helm Bernd Olbricht                                 |
| K-2 1000 m   | Władimir Parfenowicz Siergiej Czuchraj                  | István Szabó István Joós                         | Luis Gregorio Ramos Herminio Menéndez (ESP)                 |
| K-4 1000 m   | Rüdiger Helm Bernd Olbricht Harald Marg Bernd Duvigneau | Mihai Zafiu Vasile Dîba Ion Geantă Nicușor Eșanu | Borisław Borisow Bożidar Milenkow Łazar Christow Iwan Manew |

### Kobiety
| Konkurencja: | Złoto:                        | Srebro:                  | Brąz:                     |
| K-1 500 m    | Birgit Fischer                | Wania Geszewa            | Antonina Mielnikowa       |
| K-2 500 m    | Carsta Genäuß Martina Bischof | Galina Kreft Nina Gopowa | Éva Rakusz Mária Zakariás |

## Klasyfikacja medalowa
| Klasyfikacja medalowa | Klasyfikacja medalowa | Klasyfikacja medalowa | Klasyfikacja medalowa | Klasyfikacja medalowa | Klasyfikacja medalowa |
| --------------------- | --------------------- | --------------------- | --------------------- | --------------------- | --------------------- |
| Miejsce               | Reprezentacja         | Złoto                 | Srebro                | Brąz                  | Razem                 |
| 1.                    | ZSRR                  | 4                     | 2                     | 2                     | 8                     |
| 2.                    | NRD                   | 4                     | 1                     | 3                     | 8                     |
| 3.                    | Bułgaria              | 1                     | 2                     | 2                     | 5                     |
| 3.                    | Rumunia               | 1                     | 2                     | 2                     | 5                     |
| 5.                    | Węgry                 | 1                     | 1                     | 1                     | 3                     |
| 6.                    | Hiszpania             | 0                     | 1                     | 1                     | 2                     |
| 7.                    | Australia             | 0                     | 1                     | 0                     | 1                     |
| 7.                    | Francja               | 0                     | 1                     | 0                     | 1                     |